# Hukalivka, Sribne
Hukalivka (în ucraineană Хукалівка) este un sat în comuna Savînți din raionul Sribne, regiunea Cernihiv, Ucraina.

## Demografie
Componența lingvistică a localității Hukalivka
     Ucraineană (100%)
Conform recensământului din 2001, toată populația localității Hukalivka era vorbitoare de ucraineană (100%).